# Rio Amalteo
 (novembre 2019).
Si vous disposez d'ouvrages ou d'articles de référence ou si vous connaissez des sites web de qualité traitant du thème abordé ici, merci de compléter l'article en donnant les références utiles à sa vérifiabilité et en les liant à la section « Notes et références ».

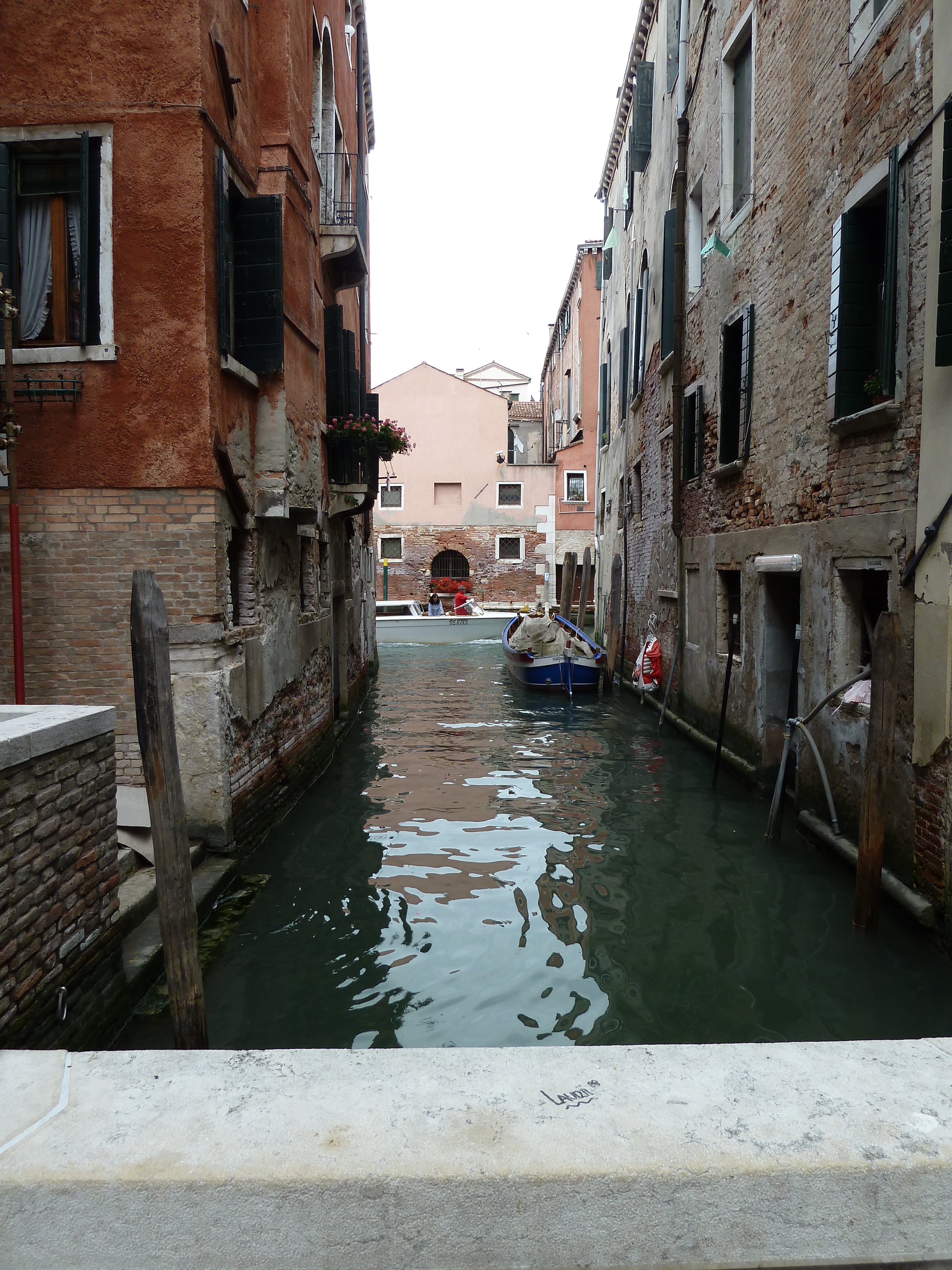
Le rio Amalteo

Le rio Amalteo est un canal de Venise dans le sestiere de San Polo.

## Description
Le rio Amalteo a une longueur de 26 mètres. C'est un rio en cul-de-sac qui débouche dans le rio de San Polo.

### Rio dei Saoneri
À l'origine, le rio Amalteo fut le début d'un canal qui reliait le rio de San Polo au rio dei Frari : le rio dei Saoneri.

Ce canal était traversé par deux ponts : le ponte dei Saoneri en pierre et un pont en bois menant à la corte Amaltea.

En 1779, la partie du canal allant du Rio dei Frari à la Calle dei Saoneri fut ensevelie, suivie en 1824 par la partie allant de la Calle dei Saoneri au Rio de San Polo, à l'exception du tronçon appelé ensuite Rio Amalteo.

Les saoneri furent les fabricants de savon, industrie florissante à Venise au XVIe siècle lorsque la cité comptait 25 usines.

## Origine
La famille Amaltea de la famille Amalteo d'Oderzo fut célèbre pour ses poètes et écrivains. Ils furent inscrits jusqu'en 1551 au Conseil d'Oderzo et obtinrent en 1822 la reconnaissance de leur noblesse du gouvernant autrichien, mais ont disparu depuis.